# Tmetonyx cicada
Tmetonyx cicada är en kräftdjursart som först beskrevs av O. Fabricius 1780. Enligt Catalogue of Life ingår Tmetonyx cicada i släktet Tmetonyx och familjen Uristidae, men enligt Dyntaxa är tillhörigheten istället släktet Tmetonyx och familjen Lysianassidae. Arten är reproducerande i Sverige. Inga underarter finns listade i Catalogue of Life.